# Resolutie 1339 Veiligheidsraad Verenigde Naties
Resolutie 1339 van de Veiligheidsraad van de Verenigde Naties werd op 31 januari 2001 door de VN-Veiligheidsraad unaniem aangenomen, en verlengde de UNOMIG-waarnemingsmissie in Abchazië met een half jaar.

## Achtergrond
Op de golf van opkomend onafhankelijkheidsstreven van Georgië uit de Sovjet-Unie tegen het einde van de jaren 1980, streefde de Abchazische minderheid in de Abchazische autonome republiek de onafhankelijkheid na, uit angst de autonomie in Georgië te verliezen. Het leidde tot etnische spanningen met de Georgiërs, die in Abchazië de grootste bevolkingsgroep waren.
In 1992 kwam het tot een gewapend conflict, waarbij ook Rusland betrokken raakte, dat het voor de Abchaziërs opnam. Begin 1993 braken zware gevechten uit om de Abchazische hoofdstad Soechoemi. In de zomer van 1993 werd een staakt-het-vuren afgesproken en werd de UNOMIG-waarnemingsmissie opgericht. De val van Soechoemi in september 1993 leidde tot grootschalige etnische zuiveringen tegen de Georgische gemeenschap.

## Inhoud

### Waarnemingen
Het was onaanvaardbaar dat geen vooruitgang werd geboekt over de belangrijkste kwesties in verband met het conflict in Abchazië. Desondanks bleef de situatie er vrij rustig.

### Handelingen
De speciale vertegenwoordiger van secretaris-generaal Kofi Annan ging de partijen voorstellen doen over de verdeling van bevoegdheden tussen Georgië en het opstandige Abchazië. Daarnaast moest er gewerkt worden aan een protocol over de terugkeer van vluchtelingen naar de regio Gali en maatregelen voor economisch herstel. Demografische veranderingen ten gevolge van het conflict waren onaanvaardbaar en alle vluchtelingen hadden het recht om terug te keren.
De Veiligheidsraad veroordeelde ook alle schendingen van het Akkoord van Moskou uit 1994, en in het bijzonder de militaire oefening die Abchazië in november 2000 hield. De Raad betreurde ook de gestegen criminaliteit in de conflictzone, wat een destabiliserend effect had. Verder werd de moord op burgers door Abchazische milities en de ontvoering van twee UNOMIG-waarnemers veroordeeld. Er werd opgeroepen de daders hiervan op te sporen en te berechten.
Ten slotte werd UNOMIG verlengd tot 31 juli. Aan de secretaris-generaal werd gevraagd om drie maanden na het aannemen van deze resolutie te rapporteren over de situatie en de vooruitgang die werd gemaakt bij het zoeken naar een politieke oplossing.

## Verwante resoluties
- Resolutie 1287 Veiligheidsraad Verenigde Naties (2000)
- Resolutie 1311 Veiligheidsraad Verenigde Naties (2000)
- Resolutie 1364 Veiligheidsraad Verenigde Naties
- Resolutie 1393 Veiligheidsraad Verenigde Naties (2002)

Lijst ·  1335 ·  1336 ·  1337 ·  1338 ·  1339 ·  1340 ·  1341 ·  1342 ·  1343 ·  1344 ·  1345 ·  1346 ·  1347 ·  1348 ·  1349 ·  1350 ·  1351 ·  1352 ·  1353 ·  1354 ·  1355 ·  1356 ·  1357 ·  1358 ·  1359 ·  1360 ·  1361 ·  1362 ·  1363 ·  1364 ·  1365 ·  1366 ·  1367 ·  1368 ·  1369 ·  1370 ·  1371 ·  1372 ·  1373 ·  1374 ·  1375 ·  1376 ·  1377 ·  1378 ·  1379 ·  1380 ·  1381 ·  1382 ·  1383 ·  1384 ·  1385 ·  1386